# 奔牛东站
奔牛东站，是沪宁城际铁路上的一个预留车站，位于奔牛镇东侧。